# سعاد العامري
سعاد العامري مهندسة معمارية وكاتبة فلسطينية من مدينة يافا، وُلدت عام 1951 لأب فلسطيني (محمد أديب العامري) تعود أصولة إلى قبيلة زهران -تخرج من الجامعة الأميركية ببيروت سنة 1928، ثم حصل على شهادة الدبلوم من معهد الحقوق بالقدس في أواسط الأربعينيات وتقلد عدداً من الوزارات بالأردن- وأم سورية. درست الهندسة المعمارية في الجامعة الأمريكية في بيروت، وجامعة أدنبرة وجامعة ميشيغان، نالت بعدها درجة الدكتوراه. تزوجت من الدكتور سليم تماري كبير الباحثين بمؤسسة الدراسات الفلسطينية وهي حالياً أستاذة في العمارة في جامعة بيرزيت في محافظة رام الله.
آمنت بأهمية الموروث المعماري الثقافي الفلسطيني، فأسست مركزاً لإعادة ترميم واستغلال المباني الأثرية، قام بدوره بتوثيق وتسجيل وحماية الآف المواقع والمباني في فلسطين، وهو مركز المعمار الشعبي "رواق"، الذي قامت بتأسيسه في عام 1991 في رام الله. لها عدة مؤلفات منها: البلاط التقليدي في فلسطين، عمارة قرى الكراسي وزلزال في بيسان وغيرها.
أصدرت عددًا من الكتب وترجم بعضها إلى 20 لغة:
- شارون وحماتي - مذكرات رام الله، ترجمة: عمر سعيد الأيوبي، دار الٱداب، (2004).
- مراد مراد (2011).
- جولدا نامت هنا (2014).
- دمشقي، ترجمة: عماد الأحمد، منشورات المتوسط، (2019).
- بدلة إنكليزية وبقرة يهودية، ترجمة: هلا شروف، منشورات المتوسط، (2022).[10]

## مؤلفات أخرى
- قرى الكراسي _ عمارة قرى الكراسي من تاريخ الإقطاع في ريف فلسطين في القرنين الثامن عشر والتاسع عشر، بمساهمة من رنا عناني، مركز المعمار الشعبي "رواق" ودار الجندي للنشر والتوزيع، 2003

تم نشر روايتها الأولى "يوميات اجتياح رام الله" عام 2003، تمت ترجمتها إلى أكثر من 20 لغة وقد حازت على عدة جوائز أدبية.
وفي عام 2007، كتبت العامري كتابها الأوّل الّذي حقّق شهرة عالميّة، «شارون وحماتي»، والّذي تُرْجِمَ إلى أكثر من عشرين لغة حول العالم. تبعت العامري كتابها الأوّل، بكتاب «مراد مراد» (2009).
وتتالت إصداراتها الروائية في ما بعد؛ ومن بينها "غولدا نامت هنا" (2013)، والتي تتتبّع فيها أثر أفرادٍ من عائلات فلسطينية داخل بلدهم. ومن خلال حكاياتٍ أشخاص عاديّين في خلفية تحضر فيها مشاهد من فنّ العمارة الفلسطينية، تسخر العامري من محاولات الاحتلال محوَ الهوية الفلسطينية في القدس الغربية.
وفي "مراد مراد: لا شيء تخسره إلّا حياتك" (2016)، اقتربت العامري من الحياة الإنسانية والاجتماعية لعمّال فلسطينيين يُغامرون للحصول على فرص عملٍ في المناطق المحتلّة، من خلال حكاياتٍ ترويها استناداً إلى تجربة شخصية قادتها إلى التنكُّر في زي رجلٍ وعبور الحدود "الإسرائيلية"، بشكل غير قانوني مع مجموعة من العمّال الفلسطينيّين.
آخر رواياتها تحمل عنوان "دمشقيَ"، وقد صدرت بالإنكليزية عن "دار نساء بلا حدود" سنة 2016. تمزج الرواية بين التاريخ الجماعي والقصص الشخصية في حارات وأزقّة المدينة السورية العتيقة التي تُحوّلها العامري إلى شخصية من لحم ودم.
صدرت النسخة العربية من الرواية عن "منشورات المتوسّط" في روما، بترجمة أنجزها الكاتب السوري المقيم في إسطنبول عماد الأحمد، وصدرت ضمن سلسلة "الأدب أقوى" التي تتضمّن طبعاتٍ فلسطينية لعددٍ من إصدارات "المتوسّط".

## من مؤلّفاتها في مجال العمارة:
- عمارة قرى كراسي.
- البلاط التقليدي في فلسطين.
- العمارة الفلاحية في فلسطين: الفضاء والقرابة والنوع الاجتماعي.

دخلت سعاد عالم الكتابة بالصدفة حين اضطرت لاستضافة حماتها البالغة 92 عاما لأكثر من أربعين يوما في منزلها لدى فرض حظر التجول في عهد حكومة أرييل شارون.
بدأت بإرسال الرسائل الإلكترونية المحملة بالشكاوى من الوضع الذي تعيشه إلى أصدقائها. حتى وجدت هذه الرسائل طريقها إلى ناشر عن طريق إحدى الصديقات، فرأى فيها بذرة تبشر بكاتبة، وهكذا جاءت روايتها الأولى "شارون وحماتي: مذكرات رام الله" عام 2004. وحازت على عدة جوائز أدبية.